# Aker (mytologi)
Aker var i egyptisk mytologi en jordgud.
Aker var väktaren till ingången och utgången till dödsriket.  Aker avbildades som två lejon som sitter rygg mot rygg med en solskiva mellan varandra. Aker är väktaren av soluppgången och solnedgången. 